# 久場良男
久場 良男（くば よしお、1946年9月7日 - ）は、沖縄県の伝統派空手剛柔流空手家。剛柔流範士十段。 沖縄空手道拳法会会長・宗師範。拳武館主宰。沖縄県空手道連合会相談役。沖縄市空手道連盟理事長。元沖縄市スポーツ少年団本部委員。

## 人物
中学より剣道を学んだ後、15歳より渡口政吉に師事する。。学生時代には名城大学薬学部で和道流を経験した。名城大学薬学部、明治鍼灸大学を卒業し、薬剤師と鍼灸師の国家資格を持つ。26歳で沖縄に戻り、当時のコザ市中の町にあった渡口政吉の道場沖縄空手道剛柔流尚禮館に再入門し、35歳の時に師範免状を授かる。自身の道場「拳武館」を主宰するまで、渡口政吉が東京で活動している期間は沖縄空手道剛柔流尚禮館コザ道場門下生の自由組手指導をしていた。渡口政吉に学んだ剛柔流形（型）に込められた技を実戦に活かすための研究を半世紀以上に渡り追及し、単に突く、蹴るだけでなく、相手を崩して関節を極めることに関しては他の追随を許さない伝統空手家である。沖縄市中央にて鍼灸院を営みながら、沖縄剛柔流拳法の沖縄古流の形・技法・武器術の稽古指導をおこなっている。。
鍼灸師としては、沖縄鍼灸師会の会長を33年務めている。
空手家としては、拳武館本部と支部道場での稽古指導及び沖縄県内県外・海外のセミナーにて剛柔流伝統派空手の形と技法を長年にわたり指導している。

## 来歴
1946年9月7日生まれ。
1982年7月、渡口政吉から師範の稱號を授かる。
1988年、沖縄空手道拳法会を設立。沖縄市中央に拳武館を開く。
2018年10月、琉球新報社より5年に一度、伝統文化の沖縄空手や古武道の継承・発展に大きく貢献した功労者に贈られる第6回沖縄空手道古武道功労賞を受賞した。
2022年11月、沖縄県より2022年度沖縄県文化功労者（空手・古武術）の表彰を受けた。
2023年11月、東久邇宮文化褒賞を受賞した。
「沖縄伝統空手の振興」をビジョンとする沖縄県空手連合会において理事長、副会長を歴任し、2022年より相談役。

## 渡口政吉の教えと交流
- 「自分も罪を犯さず、相手にも罪を犯させないで収めろ」[11]
- 「戦いの相手の土俵には乗らず、相手の一段上から制せるようになりなさい」
- 「力で相手を制するのではなく、柔らかく取り押さえなさい（剛の技より柔の技）」[12]
- 「基本の型を徹底的に稽古することが大事」[13]。

## 著書等

### 単著
- 『最後の伝承 古伝 剛柔流拳法』（全3巻）株式会社チャンプ

### DVD
- 『剛柔流拳法 古伝の裏分解セミナー』（全5巻）株式会社チャンプ
- 『剛柔流拳法奥伝 本土に伝わっていない秘術セミナー』株式会社チャンプ
- 『剛柔流拳法奥伝 型に隠された実戦技セミナー -セーパイ編-』株式会社チャンプ
- 『久場良男 剛柔流拳法奥伝 歩方セミナー』株式会社チャンプ
- 『久場 良男 剛柔流拳法 型全集』株式会社チャンプ
- 『久場良男の沖縄伝統鍛錬具 -伝承-』株式会社チャンプ